# Saint-Benoît-de-Carmaux
 Saint-Benoît-de-Carmaux là một xã thuộc tỉnh Tarn trong vùng Occitanie ở phía nam nước Pháp. Xã này nằm ở khu vực có độ cao trung bình 285 mét trên mực nước biển.
Sông Cérou chảy qua thị trấn.